# وارکرفت: شکافت
وارکرفت: شکافت (به انگلیسی: Warcraft: The Sundering) سومین کتاب از رمان‌های سه‌گانهٔ نبرد باستانیان به قلم ریچارد ای. ناک است که در دنیای وارکرفت اتفاق می‌افتد.

## خلاصهٔ داستان

#### از پشت کتاب
در آخرین قسمت آخرالزمانی از این سه‌گانهٔ حماسی، جادوگر اژدها، کراسوس و دروئید جوان، مالفوریون باید همه چیز را به خطر بیندازند تا آزروث را از نابودی کامل نجات دهند. با ترکیب کردن دورف‌ها، تورن‌ها و فوربولگ‌ها قهرمانان امیدوارند که با ایجاد یک اتحاد بتوانند در برابر قدرت لشکر سوزان بایستند. زیرا اگر روح اهریمن به دست لشکر بیفتد، همهٔ امید به جهان از بین می‌رود. این ساعت، ساعتی است... که گذشته و آینده با هم برخورد می کنند!

## توضیحات
ساعت خشم نزدیک می‌شود...
الف‌های شب شجاع با از دست دادن ژنرال محبوبشان متلاشی شده‌اند. اژدهای سیاه، نلثاریون، روح اهریمن را تصاحب کرده و اژدهاپروازها را متلاشی کرده است. مهم‌تر از همه، آرچیموند، ارباب اهریمنی، لشکر سوزان را تا آستانه پیروزی بر کالیمدور رهبری کرده است. همانطور که سرزمین و ساکنانش به‌خاطر این شر توقف ناپذیر به قهقرا می‌روند، وحشتی فراتر از همهٔ وقایع از ژرفای چشمهٔ جاودانگی نزدیک‌تر می شود...